# Ladigesocypris
Ladigesocypris é um género de peixe actinopterígeo da família Cyprinidae.
Este género contém as seguintes espécies:
- Ladigesocypris irideus (Ladiges, 1960)
- Ladigesocypris mermere (Ladiges, 1960)